# Kuniko Obinata
Kuniko Obinata (大日方 邦子?, Obinata Kuniko; 16 aprile 1972) è una sciatrice alpina giapponese che ha gareggiato in tutti i Giochi paralimpici invernali, a partire dal 1994 e fino al 2010, vincendo un totale di dieci medaglie: due d'oro, tre d'argento e cinque di bronzo.

## Biografia
Ha studiato alla Cho University School of Law di Tokyo e lavora come impiegata. Sposata con Isao Horikiri, risiede a Tokyo e viene soprannominata Kuni, Obi-chan.

## Carriera

### Sciatrice
Ha fatto il suo debutto sulla scena internazionale nel 1994, rappresentando il Giappone ai Giochi paralimpici di sci alpino che si sono svolti a Lillehammer, in Norvegia.
A Nagano 1998 ha vinto l'oro in discesa libera LW10-11 e l'argento nella supergigante LW10-11, mentre a Torino 2006 ha conquistato l'oro in slalom gigante LW10-11 e due argenti, discesa libera LW10-11 e super-G.
A Vancouver nel 2010, ha vinto due medaglie di bronzo nella categoria seduta femminile: nello slalom speciale (dietro all'austriaca Claudia Lösch, medaglia d'oro e alla statunitense Stephani Victor, medaglia d'argento) e slalom gigante (la 1º posto la statunitense Alana Nichols, seguita dalla connazionale Stephani Victor). A settembre 2010 ha annunciato il suo ritiro dalle competizioni internazionali.
I risultati ottenuti l'hanno qualificata come l'atleta delle paralimpiadi invernali di maggior successo del Giappone

### Altre attività
Kuniko Obinata ha fatto parte dell'Advisory Meeting (un team "All Japan" composto da personalità della società giapponese che hanno supportato il Comitato organizzatore nel stimolare l'interesse e l'entusiasmo della nazione verso i Giochi olimpici e paralimpici Tokio 2020), istituito a giugno 2014 dal Comitato organizzatore di Tokyo 2020, alla guida del Primo ministro Shinzō Abe.
Obinata è stata a capo della team del Giappone a PyeongChang 2018, porgendo la bandiera giapponese -  insieme al presidente dell'NPC Japan Mitsunori - al sciatore alpino Momoka Muraoka, portabandiera nella cerimonia di apertura.

## Palmarès

### Paralimpiadi
- 10 medaglie:
  - 2 ori (discesa libera LW10-11 a Nagano 1998; slalom gigante LW10-11 a Torino 2006)
  - 3 argenti (super-G LW10-11 a Nagano 1998; discesa libera LW10-11 e super-G a Torino 2006)
  - 5 bronzi (slalom gigante LW10-11 a Nagano 1998; slalom gigante LW12 e slalom LW10-11 a Salt Lake City 2002; slalom e slalom gigante a Vancouver 2010)